# 東京グラフィティ
『Tokyo graffiti』（東京グラフィティ、とうきょうグラフィティ）は、2004年9月に創刊されたグラフィティ発行の若者向けカルチャー雑誌。長らく販売はKKロングセラーズが受け持ち、書籍扱い（雑誌コードを持たない）雑誌として刊行されてきたが、2011年11月発売号から雑誌コードが付され、販売も株式会社グラフィティ自らが受け持つようになった。毎月23日発売。定価480円。

## 特徴
表紙の大きな「ｇ」の文字が特徴。タレントやモデルではなく、毎号一般人が掲載されている。毎号特集が組まれ、同棲・家族・恋愛・一人暮らしについてなど硬軟さまざまな時代のテーマに焦点をあてている。

## 特別編集
通常のTokyo graffitiとは別に、企業コラボレーション仕様の特別編集版が存在する。また、雑誌とは別に冊子の形で企業とコラボレーションしたものもある。
- TOKYO FASHION MAP with UNIQLO
2009年3月発売。2009年春のパーカ1000スタイルキャンペーンにあわせ、ユニクロとのコラボレーションにて制作された。キャンペーンサイトやTVCMでも同時展開された。
- Tokyo graffiti Axe Edition
ユニリーバが展開する、男性用化粧品のブランドであるAxeとのコラボレーション特別編集版。
- Tokyo graffiti Zoff Special Edition
インターメスティックがフランチャイズ展開する眼鏡の量販店Zoffの5周年特別企画編集版。

## 姉妹雑誌・グループ雑誌
- HR (雑誌)
高校生向け情報誌。こちらも書籍扱い雑誌として流通していたが、Tokyo graffiti本誌が雑誌コードを取得したため、2011年12月発売号より本誌の増刊コードを使う販売・流通形式に移行。
- No!